# Классный парень
«Классный парень» (англ. Great Guy) — американский криминальный фильм режиссёра Джона Г. Блайстоуна, который вышел на экраны в 1936 году.
Фильм рассказывает о честном инспекторе Департамента мер и весов Нью-Йорка (Джеймс Кэгни), который вступает в непримиримую борьбу с коррумпированными торговцами и политиками. Невесту героя Кэгни сыграла Мэй Кларк. Это был их третий совместный фильм после криминальной драмы «Враг общества» (1931) и криминальной комедии «Убийственная леди» (1933).
Это был первый фильм Кэгни за одиннадцать месяцев из-за его правового спора со студией Warner Bros., и его первый фильм на независимой студии Grand National Pictures. Фильм вызвал противоречивые отзывы критики. После выхода фильма пресса положительно прореагировала на возвращение Кэгни на экран, однако современные киноведы оценивают картину невысоко. Фильм не имел успеха в прокате, и после ещё одного фильма на Grand National Кэгни вернулся на Warner Bros.

## Сюжет
После того, как глава Департамента мер и весов Нью-Йорка Джоэл Грин едва не погибает в автоаварии, которую подстроил коррумпированный политик Марти Кавано (Роберт Глеклер), на место Грина назначают бывшего профессионального боксёра Джонни Кейва (Джеймс Кэгни). После назначения Джонни доводит до понимания своих подчинённых, насколько важна работа их Департамента в плане борьбы с неослабевающей коррупцией в городе. Вместе со своим напарником Патриком Джеймсом «Алоизиусом» Хэйли (Джеймс Бёрк) Джонни начинает разбираться с торговцами, которые обвиняются в недовесе и обмане клиентов. Он штрафует рынок за то, что там добавляли груз при взвешивании кур, а также автозаправочную станцию за регулярный недолив бензина. В каждом случае владельцы бизнесов пытаются дать Джонни взятку за то, чтобы тот не обращал внимания на их незаконные действия, но он категорически отказывался. Тем временем невеста Джонни, Джанет Хенри (Мэй Кларк), критикует его за то, что он слишком упрям в своём стремлении бороться с коррупцией. Некоторое время спустя Кавано предлагает Джонни лёгкую работу в своей организации, если тот закроет глаза на его незаконные операции по всему городу. После того, как Джонни отказывается, Кавано организует его похищение. Джонни приходит в себя в канаве с запахом алкоголя изо рта и волосами, выкрашенными в рыжий цвет. Кроме того, его обвиняют в езде в пьяном виде, а также в ограблении. Но Кавано организует его выход на свободу, давая понять, что может сделать с ним всё, что угодно. Вскоре мэр, который является марионеткой в руках Кавано, предлагает Джонни высокооплачиваемую работу, но тот отказывается. Джонни узнаёт, что Абель Кэннинг (Генри Колкер), босс Джанет, угрожал настоятельнице приюта миссис Огилви (Мэри Гордон) увольнением. Он приезжает в приют, где выясняет, что Кэннинг направлял туда лишь половину продуктов, получая за них оплату как за полную поставку. Собрав доказательства того, что Кэннинг действует заодно как с мэром, так и Кавано, Джонни рассказывает прессе о ситуации с приютом, что злит его невесту. Когда газеты выходят с обвинительными заголовками против Кэнинга, тот публично обвиняет Джонни в шантаже, а Джанет разрывает их помолвку. Пока Джонни готовится к рассмотрению дела против Кэннинга, Кавано нанимает бандита, бывшего борца Джо Бёртона (Джо Сойер), который под видом прокурора приходит к Джонни в офис, вырубает его и похищает собранные им улики. Однако вместо того, чтобы передать их Кэннингу, Бёртон решает шантажировать его, требуя 5 тысяч долларов. На большой вечеринке Кэннинг передаёт Бёртону чек на 5 тысяч долларов, получая ключ от его квартиры, где спрятаны улики. Джонни замечает Кэннинга с ключом, а затем и уходящего в боковую комнату Бёртона. Джонни догоняет Бёртона и бьёт его в лицо, затем достаёт из кармана его пиджака то, что по его мнению, является похищенными уликами, однако это оказывается чеком Кэннинга. Он понимает, что Кэннинг направился на квартиру Бёртона, чтобы забрать там улики. Тем временем в квартире Кэннинг и Кавано достают улики, спрятанные за обоями в гардеробной комнате, и собираются их сжечь. В этот момент появляется Джонни, предотвращая уничтожение улик. Вскоре по вызову Джанет прибывает полиция, арестовывая Кэннинга и Кавано. Некоторое время спустя Джонни и Джанет возобновляют помолвку, и он дарит ей обручальное кольцо.

## В ролях
- Джеймс Кэгни — Джонни Кейв
- Мэй Кларк — Джанет Хенри
- Джеймс Бёрк — Патрик Джеймс Алоизиус Хэйли
- Эдвард Брофи — Пит Рейлли
- Генри Колкер — Абель Кэннинг
- Бернадин Хейс — Хэйзел Скотт
- Эдвард Макнамара — капитан Пэт Хэнлон
- Роберт Глеклер — Марти Кавано
- Джо Сойер — Джо Бёртон
- Мэри Гордон — миссис Огилви
- Лестер Дорр — шофёр Абеля Кэннинга (в титрах не указан)

## История создания и проката фильма
Как пишет историк кино Ричард Гиллиам, «Джеймс Кэгни устал от того, что не мог делать на студии Warner Bros. те фильмы, которые ему хотелось, и ушёл на независимую студию Grand National Pictures, где этот фильм стал первым из двух его фильмов», однако, «как оказалось, Кэгни был не очень хорошим специалистом по подбору материала».
По информации Turner Classic Movies, «сценарий фильма основан на трёх историях Джеймса Эдварда Гранта, которые были опубликованы в журнале The Saturday Evening Post в 1933-34 годах». 29 сентября 1936 года газета Daily Variety сообщила о том, что автор Джеймс Эдвард Грант напишет сценарий совместно с Генри Джонсоном. Однако в итоге имя Гранта в качестве сценариста не фигурирует ни в титрах, ни в рецензиях. В качестве технического советника фильма был приглашён инструктор службы мер и весов округа Лос-Андежелес Чарльз М. Фуллер.
Фильм обозначил возвращение Джеймса Кэгни на экран после более чем 11-месячного отсутствия в связи с судебным разбирательством после разрыва им контракта со студией Warner Bros.
«Голливуд Репортер» сообщил 18 ноября 1936 года, что при съёмках фильма Кэгни стал невольным виновником травмы одного из актёров. Во время репетиции сцены вечеринки он замахнулся на Джо Сойера, который увернулся и случайно ударил головой актёра Джека Перри, сломав тому нос.
Согласно Motion Picture Herald, после предпросмотров фильма продюсер объявил об удалении из него нескольких эпизодов, которые не смогли заинтересовать тестовую аудиторию.
По словам историка кино Джеймса Л. Нейбаура, фильм «в сущности представлял собой крепкую драму категории В, однако с одной из крупнейших кинозвёзд своего времени». По мнению киноведа, «участие Кэгни должно было обеспечить картине главное место на сдвоенных сеансах в кинотеатрах. Но фильм не мог пробиться на главные экраны страны из-за того, что они были заняты прокатом фильмов крупных студий, и потому демонстрация этой картины вынужденно ограничилась небольшими кинотеатрами в спальных районах». По этой причине фильм не имел коммерческого успеха, и после завершения своего второго фильма для Grand National Pictures, мюзикла «Спеть о чём-то» (который также не имел успеха в прокате), Кэгни вернулся на студию Warner Bros.

## Оценка фильма критикой
После выхода картины критика уделила главное внимание Джеймсу Кэгни, который появился на экране впервые после длительного перерыва. В частности, журнал Variety отметил, что «это первая картина растущей молодой кинокомпании с такой кассовой звездой, как Кэгни, и она опровергает голливудскую теорию о том, что когда звезде даётся право выбора истории и исполнителей, актёрское тщеславие сбивает фильм с пути истинного». По мнению журнала, «здесь мы видим классического Кэгни с его ударами со всего маху и приглушённым сарказмом, на чём и базируется его репутация». В рецензии «Нью-Йорк Таймс» было отмечено, что «этот фильм, в котором Кэгни ради разнообразия объединился с хорошими парнями, является отличной демонстрацией его блестящих талантов, за которые его и знают зрители. Это всё тот же энергичный, зубодробительный Кэгни». Кроме того, как отмечает рецензент, «фильм демонстрирует безошибочное свидетельство редкого для Голливуда полного сотрудничества режиссёра, истории и актёров» .
Современный критик Ричард Гиллиам дал фильму негативную оценку, отметив, что «в избитой и затхлой истории этого фильма нет того особого духа, который Кларк и Кэгни создали вместе во „Враге общества“». По мнению критика, «эта педантично-однообразная схематичная драма немногим могла бы заинтересовать публику 1936 года, и ещё меньше она заинтересует зрителя сегодня». В этой картине «Кэгни играет обычного маленького парня, который борется с системой», и, по мнению Гиллиама, «вряд ли это можно назвать новым сюжетом для зрителей эпохи Великой депрессии, которая уже видела фильмы такого рода, которые делали Фрэнк Капра и прочие», а «режиссёрская работа Джона Г. Блайстоуна и операторская работа Джека Маккензи — это просто копирование чужих образцов».